# Sèvre Nantaise
Sèvre Nantaise je 136 km dolga reka v zahodni Franciji, levi pritok Loare. Izvira v pokrajini Poitou in teče skozi naslednje departmaje in kraje:
- Deux-Sèvres: Moncoutant, La Forêt-sur-Sèvre,
- Vendée: Saint-Laurent-sur-Sèvre, Mortagne-sur-Sèvre,
- Maine-et-Loire: Le Longeron,
- Loire-Atlantique: Clisson, Nantes.

V reko Loaro se izliva v mestu Nantes, od tod tudi njen pridevnik - Nantaise, za razliko od reke Sèvre Niortaise (Niort).
Njeni pritoki so: Ouin, Moine, Crûme, Sanguèze in Maine.